# شوكولاتة الحانوكا

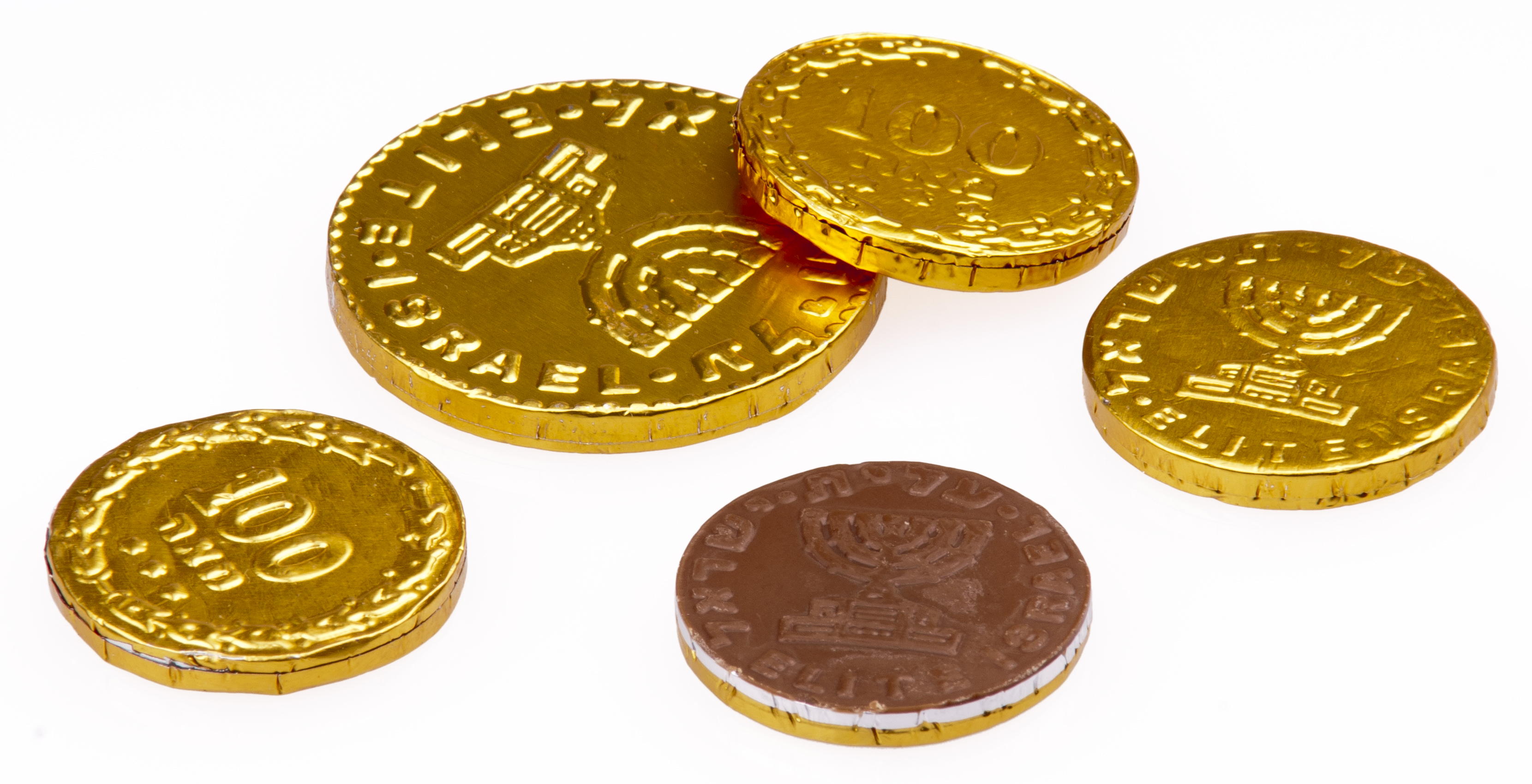
شوكولاتة الحانوكا

شوكولاتة الحانوكا أو نقود الحانوكا (بالعبرية:דוד חנוכה - باليديشية:חנוכה געלט) شوكولاتة لذيذة الطعم يعطيها اليهود لأطفالهم في عيد الحانوكا، مرسوم عليها شكل شمعدان أو نجمة داوود وتكتب عليها كلمات عبرية أو يديشية.